# Valea Ierii
Valea Ierii (veraltet Valea Ierei; ungarisch Járavize) ist eine Gemeinde im Kreis Cluj in der Region Siebenbürgen in Rumänien.